# Gosset de les praderies de Utah
El gosset de les praderies de Utah (Cynomys parvidens) és una espècie de rosegador esciüromorf de la família dels esciúrids nadiua del centre dels Estats Units, específicament de Utah. És el més petit dels gossets de la prada.

## Història natural
Com tots els gossets de les praderies, el gosset de la prada de Utah s'alimenta de tota vegetació que trobi, això inclou pastura, flors i llavors. Aquests rosegadors construeixen túnels sota terra, fent espècies de «pobles». Altres espècies fan ús dels seus caus, això inclou mussols, serps i altres rosegadors.